# Laboratorium (Stuttgart)
Das Laboratorium ist ein seit 1972 bestehender Musikclub und Kulturzentrum im Stuttgarter Osten. Betrieben wird es vom 1981 gegründeten Lab-Verein. Es werden Konzerte mit Bluesrock, Weltmusik, Folk, Roots Rock, Jazz und Alternative Rock veranstaltet. Daneben finden Kabarett- und Theaterabende sowie politische Vorträge und Diskussionen statt.

## Geschichte
Das Laboratorium wurde 1972 von Heidi und Randolf „Randi“ Schmid gegründet, als sie von Uli Braunschweiger den Jazz-Club Jazz-Workshop2, Daddy’s Inn übernahmen, den dieser im Veranstaltungssaal der Gaststätte Linde eingerichtet hatte. Bereits von 1964 bis 1967 betrieb das Ehepaar ein Laboratorium in Karlsruhe.

## Sonstiges
An das Laboratorium angeschlossen ist die Kultkneipe Schlampazius. Zu dessen Eröffnung trat Loriot auf.
Vorsitzender des Lab-Vereines ist Leonhard Lambrecht, Geschäftsführerin Anette Battenberg.

## Lab-Festival
Einmal jährlich findet am letzten August-Wochenende das dreitägige Lab Festival bei den „Bergern Sprudlern“ im Unteren Schlossgarten statt. Bei freiem Eintritt bietet das Zeltfestival einen Querschnitt durch das Jahresprogramm des Laboratoriums. Dazu findet auch ein Kinderprogramm statt.